# 郎維漢
郎維漢（1908年5月18日—1981年4月14日），號渭川。湖北省漢川縣人。民國37年（1948年）在漢口市選區當選第一屆立法委員

## 生平[1][2][3]
- 中央軍校第六期步科畢業
- 中央軍校政訓研究班第一期畢業
- 革命實踐研究院第十七期結業
- 民國25年3月24日，任陸軍步兵少校[4]
- 團長
- 陸軍第102師政訓處長
- 崇陽縣縣長
- 三民主義青年團中央團部視導、組長、秘書
- 三民主義青年團湖北支團書記
- 三民主義青年團直屬漢口區團幹事長
- 臺北律師公會會員
- 民國70年4月14日病逝[5]